# Station Gruiten
Station Gruiten (Duits: Bahnhof Gruiten) is een spoorwegstation in het stadsdeel Gruiten van de Duitse plaats Haan en ligt aan de spoorlijnen Neuss - aansluiting Linderhausen en Gruiten - Köln-Mülheim.

## Treinverbindingen
| Serie | Treinsoort                      | Route | Bijzonderheden                                                               |
| ----- | ------------------------------- | --- | ---------------------------------------------------------------------------- |
| RB 48 | Regionalbahn (National Express) | Wuppertal-Oberbarmen – Wuppertal Hbf – Gruiten – Solingen Hbf – Köln Messe/Deutz – Köln Hbf – (Brühl – Bonn Hbf – Bonn-Bad Godesberg – Bonn-Mehlem) | Rhein-Wupper-Bahn 2x per uur Wuppertal-Köln, 1x per uur van/naar Bonn-Mehlem |
| S 8   | S-Bahn (DB Regio NRW)           | Mönchengladbach Hbf – Neuss Hbf – Düsseldorf Hbf – Gruiten – Wuppertal Hbf – Schwelm – Gevelsberg Hbf – Hagen Hbf                                   |                                                                              |
| S 68  | S-Bahn (DB Regio NRW)           | Langenfeld (Rhld) – Düsseldorf-Benrath – Düsseldorf Hbf – Gruiten – Wuppertal-Vohwinkel                                                             | Dienstregeling S68 geldig vanaf 10-12-2023                                   |

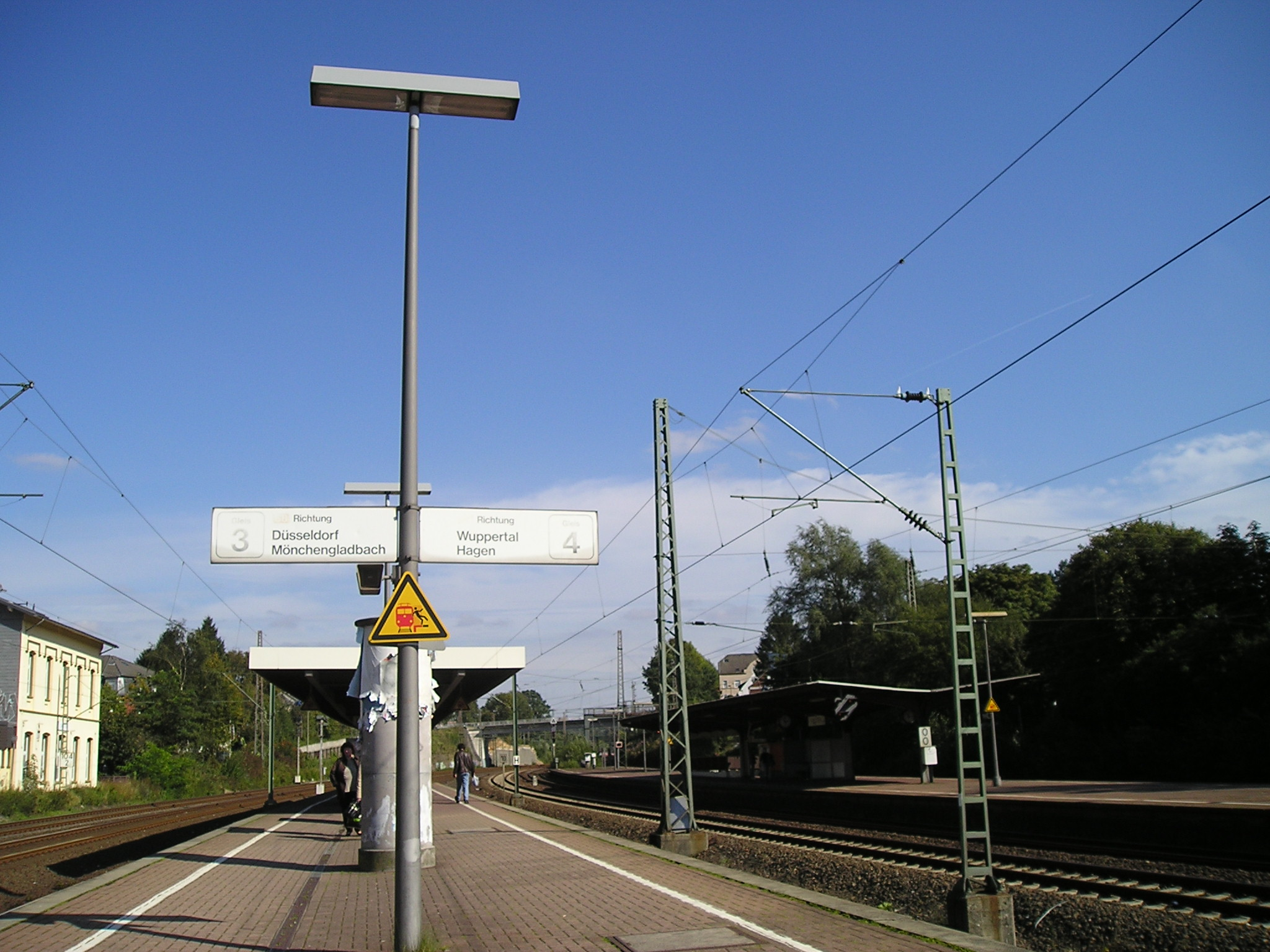
Perron van de S-Bahn
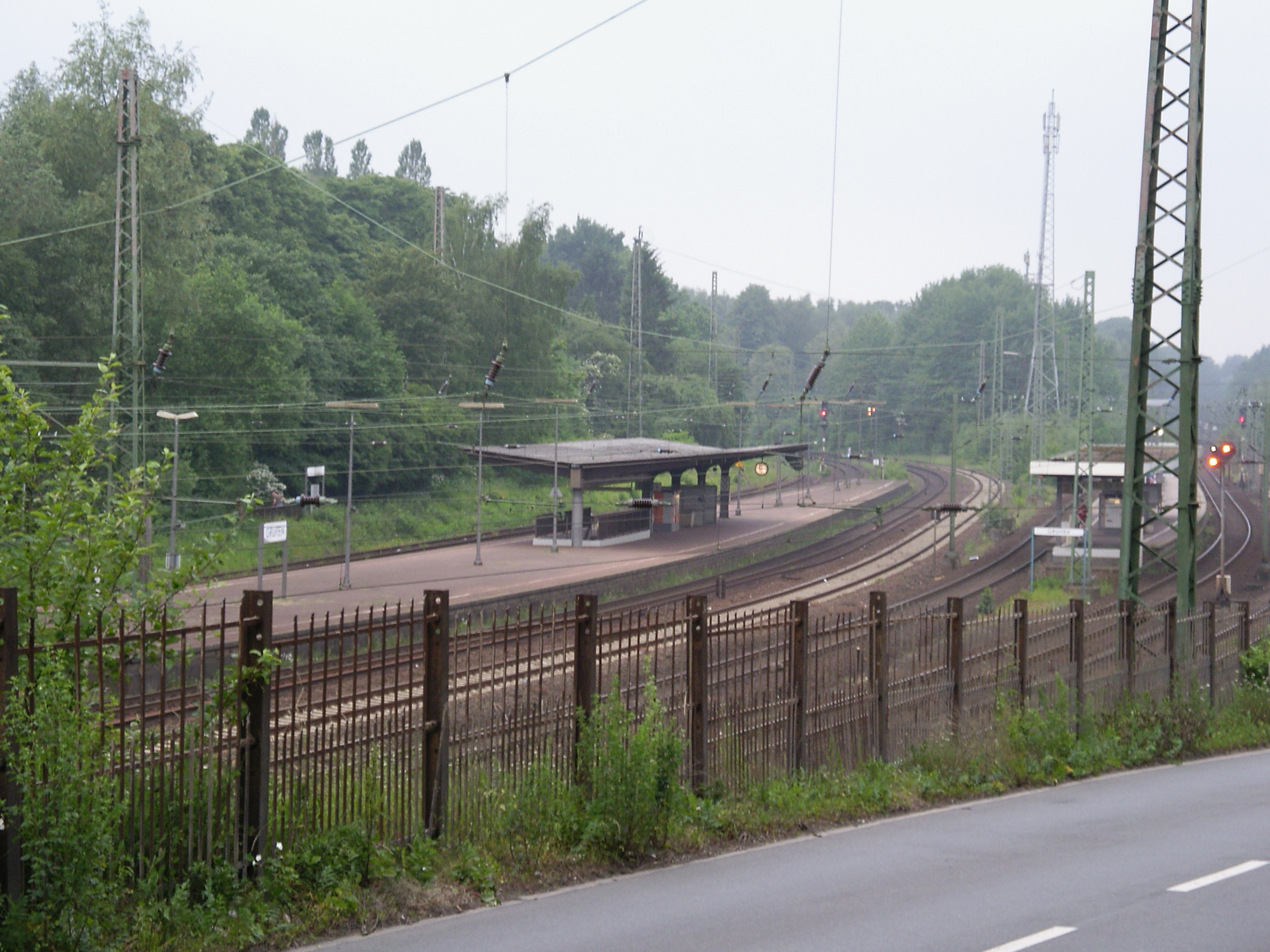
links de lijn naar Keulen, rechts de lijn naar Düsseldorf

0,2: Neuss Hbf ·
2,7: Neuss Am Kaiser ·
4,8: Neuss Rheinparkcenter ·
6,5: Düsseldorf-Hamm ·
7,3: Düsseldorf Völklinger Str. ·
9,1: Düsseldorf-Bilk ·
10,2: Düsseldorf Friedrichstadt ·
11,1: Düsseldorf Hbf ·
12,6: Düsseldorf-Flingern ·
16,6: Düsseldorf-Gerresheim ·
19,2: Erkrath ·
22,2: Hochdahl ·
23,7: Hochdahl-Millrath ·
26,9: Gruiten ·
31,9: Wuppertal-Vohwinkel ·
33,8: Wuppertal-Sonnborn ·
34,6: Wuppertal-Zoologischer Garten ·
37,4: Wuppertal-Steinbeck ·
38,1: Wuppertal Hbf ·
39,7: Wuppertal-Unterbarmen ·
41,6: Wuppertal-Barmen ·
43,6: Wuppertal-Oberbarmen ·
45,2: Wuppertal-Langerfeld ·
47,2: Schwelm West ·
48,8: Schwelm